# Hispaniolasmaragdkolibri
Der Hispaniolasmaragdkolibri (Riccordia swainsonii) oder auch Swainsonkolibri ist eine Vogelart aus der Familie der Kolibris (Trochilidae). Die Art ist endemisch auf Hispaniola. Der Bestand wird von der IUCN als nicht gefährdet (Least Concern) eingeschätzt.

## Merkmale

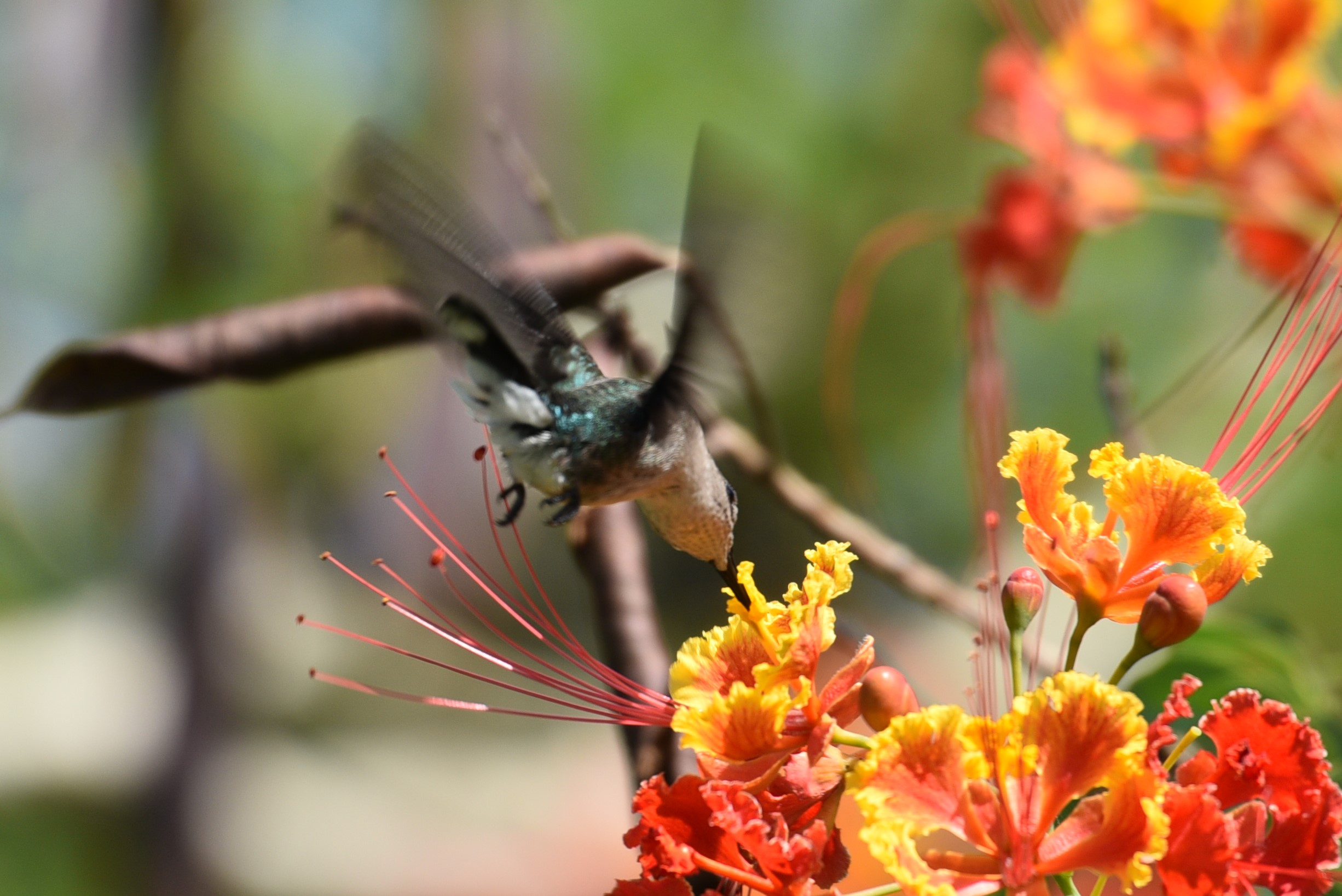
Hispaniolasmaragdkolibri, Weibchen

Der männliche Hispaniolasmaragdkolibri erreicht eine Körperlänge von etwa 9,5 bis 10,5 cm, das Weibchen von 8,5 bis 9,5 cm. Das Gewicht variiert zwischen ca. 2,5 und bis zu 5 g. Das Männchen hat einen schwarzen Oberschnabel, der Unterschnabel ist rot. Im vorderen Drittel ist der Schnabel leicht gebogen. Der vordere Oberkopf, der Oberkopf und die Backen sind matt dunkelbraun. Der Rest der Oberseite und die Flanken sind dunkelgrün mit etwas Bronze, die Oberschwanzdecken sind dunkelgrün. Das Grün der Unterseite ist dunkler als auf der Oberseite. Die schimmernd grüne Kehle wird von einem großen schwarzen Fleck in der Mitte des Bauches abgelöst. Die Unterschwanzdecken sind dunkelgrün. Der stark gegabelte Schwanz ist dunkelbraun. Der Schnabel des Weibchens ist deutlich mehr gebogen als der des Männchens. Der vordere Oberkopf, der Oberkopf und die Backen sind ebenfalls matt dunkelbraun. Der Rest der Oberseite und die Flanken sind dunkelgrün mit einer bronzenen Tönung, die Oberschwanzdecken dunkelgrün. Die Unterseite ist grau, dunkel am Bauch und an den Unterschwanzdecken. Die äußeren Steuerfedern sind an der Basis grau und weisen ein breites dunkelbraunes subterminales Band mit weißen Flecken auf. Die nächsten Steuerfedern sind an der Basis grasgrün und dann langsam in Schwarz übergehend. Der Rest der Steuerfedern ist grün. Jungvögel ähneln im Aussehen den Weibchen.

## Verhalten und Ernährung
Den Nektar bezieht der Hispaniolasmaragdkolibri von blühenden Inga vera, Heliconia bihai, Rhytidophyllum auriculatum, Caesalpinia pulcherima sowie von Pflanzen der Gattung Aechmea und Hibiskus. Als Trapliner fliegen sie regelmäßig in rascher Folge ganz bestimmte verstreute Blüten an. Insekten jagen sie im Flug. Ihr Futter holen sie sich in bis zu 14 Metern Höhe über dem Boden.

## Lautäußerungen
Ihre Rufe klingen wie metallische Zwitschertöne und sie geben diese manchmal in langen Serien von sich.

## Fortpflanzung
Brutaktivitäten des Hispaniolasmaragdkolibris kann man von Januar bis Juni beobachten, gelegentlich gibt es auch Nester bis spät in den August. Das kelchartige Nest ist relativ groß, besteht aus Moos, Farnfasern und anderem Pflanzenmaterial. Die Außenseite wird mit Flechten und Spinnweben verziert. Das Nest bauen sie oft in niedrigen Bäumen oder Gestrüpp in 0,5 bis 2,0 Metern über dem Boden. Ein Nest wurde an einer Ranke an der Böschung einer Straße entdeckt. Im Hochland im Südwesten der Dominikanischen Republik fand man 30 Nester in Höhen zwischen einem und zehn Metern. Das Gelege besteht aus zwei Eiern. Die Brutzeit dauert 15 bis 16 Tage, dabei werden die Eier ausschließlich vom Weichen bebrütet. Die Küken sind dunkelgrau mit zwei dunklen Streifen im hinteren Teil des Körpers. Mit etwa 20 bis 22 Tagen werden die Nestlinge flügge. Die erste eigene Brut findet im zweiten Lebensjahr der Jungkolibris statt.

## Verbreitung und Lebensraum

Verbreitungsgebiet (grün) des Hispaniolasmaragdkolibris

Der Hispaniolasmaragdkolibri bevorzugt dichten Bergwald, schattige Kaffeeplantagen, Waldränder und Gestrüpp in Höhenlagen zwischen 300 und 2500 Metern. Gelegentlich trifft man ihn auf Meeresspiegelhöhe, sehr selten in Höhenlagen bis 3075 Meter. Die Futtersuche erfolgt in 3 bis 18 Metern über dem Boden.

## Migration
Vermutlich sind Hispaniolasmaragdkolibris Standvögel, die saisonal in den Höhenlagen wandern. Meist halten sie sich wohl in den oberen Höhenlagen auf und ziehen eventuell zur Brut und im Winter weiter nach unten.

## Unterarten
Die Art gilt als monotypisch.

## Etymologie und Forschungsgeschichte

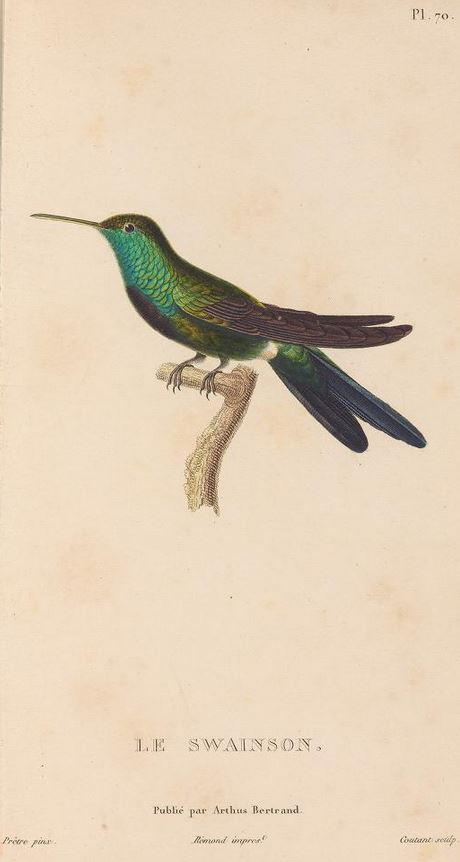
Hispaniolasmaragdkolibri illustriert von Jean-Gabriel Prêtre als Teil der Erstbeschreibung

René Primevère Lesson beschrieb den Hispaniolasmaragdkolibri unter dem Namen Ornismya Swainsonii. Als Sammelort gab er irrtümlich Brasilien an. Lange wurde die Art unter der Gattung Chlorostilbon Gould, 1853 geführt. Dieses Wort setzt sich aus den griechischen Worten »chlōros χλωρός« für »grün« und »stilbōn στίλβων« für »scheinend« zusammen. Die Griechen gaben dem Merkur den Beinamen Stilbōn, was auf das Verb »stilb« für »blinken« zurückzuführen ist. Neuere Studien von Jimmy Adair McGuire, Christopher Cooper Witt, James Vanderbeek Remsen Jr, Ammon Corl,  Daniel Lee Rabosky, Douglas Leonard Altshuler, Robert Dudley aus dem Jahr 2014 oder von Blanca Estela Hernández Baños, Luz Estela Zamudio Beltrán und Borja Milá aus dem Jahr 2020 kommen zu dem Schluss, dass der Hispaniolasmaragdkolibri der Gattung Riccordia Reichenbach, 1854 zugeschlagen werden muss. Es war Heinrich Gottlieb Ludwig Reichenbach, der 1854 die neue Gattung Riccordia einführte. Da Reichenbach die Gattung u. a. für Orn. Riccordii de la Sagra 1839 einführte, ist der Gattungsname ebenso dem Sammler Jean Baptiste Alexandre André Esprit Ricord (1792–1876) gewidmet. Der Artname »swainsonii« ist William Swainson gewidmet.